# Barberena
Barberena è un comune del Guatemala facente parte del dipartimento di Santa Rosa.
Il comune venne istituito nel 1879.